# Graafschap Amiens

Kaart van het arrondissement Amiens, deel van het departement Somme

Het Graafschap Amiens of l'Amiénois was eigenlijk een burggraafschap, een onderdeel van een ander graafschap en was ondergeschikt aan het bisdom Amiens.

## Geografie
Het graafschap behelsde Amiens, Conty, Poix-de-Picardie, Doullens, Picquigny en Rubempré

## Geschiedenis
Vanaf de 7de eeuw waren de graven van Ponthieu meester, in 915 werd het een deel van het graafschap Vexin. Het Huis Boves was de familie, die het graafschap regeerde vanaf 1085. In 1118 werd de graaf van Amiens, Thomas I van Coucy, geëxcommuniceerd en gaf koning Lodewijk VI van Frankrijk, het graafschap aan zijn tante Adelheid van Vermandois. Het graafschap ging over naar haar dochter Margaretha van Clermont, die getrouwd was met Karel de Goede, graaf van Vlaanderen.
Toen Elisabeth van Vermandois, die gehuwd was met Filips van de Elzas in 1183 stierf, eiste haar zus Eleonora van Vermandois het graafschap op. Als gevolg kwam het tot een oorlog tussen de koning van Frankrijk en de graaf van Vlaanderen, die meerdere jaren zou aanslepen. Koning Filips II van Frankrijk won de oorlog en bij het Verdrag van Boves, dat in juli 1185 werd gesloten, moest Filips van de Elzas het graafschap Amiens afstaan.
Met de Vrede van Atrecht (1435) verwierf Filips de Goede, hertog van Bourgondië het graafschap en met de Vrede van Atrecht (1482) werd het terug een deel van het koninkrijk Frankrijk.

## Graven van Amiens (onvolledig)
- Thomas I van Coucy (1116-1118)